# محطة تشوز النووية
محطة تشوز النووية تقع في بلدية تشو في رأس جيفيه، بالقرب من الحدود بين بلجيكا وفرنسا. تعمل المحطة بمستوى 1450 ميغاوات لكل من مفاعليها من نوع الضغط المائي في عام 2023، وتوظف أكثر من ألف شخص، بما في ذلك موظفين من شركة الكهرباء الفرنسية (EDF) وشركاءها. تنتج المحطة متوسطاً حوالي 20 تيراوات ساعة سنوياً، ما يمثل أقل من 5% من إجمالي إنتاج الكهرباء السنوي في فرنسا.
تشغل المحطة مساحة تبلغ مئتي هكتار، على ضفاف نهر موز، بين شارلوفيل ميزير (55 كم في الأعلى) ودينان (25 كم في الأسفل). تُسهم المحطة في الضرائب المحلية بما يصل إلى 75 مليون يورو، بما في ذلك تسعة ملايين يورو للضريبة العقارية.
يتكون الموقع من محطتي تشوز A وتشوز B، مع إجمالي ثلاثة مفاعلات نووية. يقع مفاعل تشوز A تحت الأرض، وهو أول مفاعل من نوع الضغط المائي الذي دخل الخدمة في فرنسا، وأيضًا أول مفاعل يخضع حاليًا لعملية إزالة.